# Lewski Dupnica
Lewski Dupnica (bułg. СК Левски (Дупница)) – bułgarski klub piłkarski, mający siedzibę w mieście Dupnica, na zachodzie kraju, działający w latach 1922–1947.

## Historia
Chronologia nazw:
- 1922: SK Lewski Dupnica (bułg. СК [Спортен клуб] Левски (Дупница))
- 1947: klub rozwiązano – po fuzji z Sławia Dupnica, ŻSK Dupnica i Atletik Dupnica

Klub sportowy Lewski został założony w Dupnicy w 1922 roku. Klub funkcjonował w dzielnicy miasta o nazwie Myrdżina (później Lewski). W 1923 została organizowana Jugozapadna futbołna liga, w rozgrywkach której brał udział Lewski.
Pierwsze mistrzostwa Bułgarskiego Związku Piłki Nożnej miały zostać rozegrane w 1924 roku, jednak ze względu na różnice między zespołami w półfinałach rozgrywki nie zostały zakończone, a zwycięzca nie został wyłoniony. Od 1925 mistrzostwa rozgrywane są systemem pucharowym, do których kwalifikowały się zwycięzcy regionalnych oddziałów.
W 1925 roku klub został mistrzem Południowozachodniej Federacji Sportowej i awansował do turnieju finałowego mistrzostw Bułgarskiego Związku Piłki Nożnej. W pierwszej rundzie finałów mistrzostw wyeliminował 5:0 klub Oreł Wraca, ale w półfinale przegrał 0:4 z Władysławem Warna.
W 1926 roku zostały utworzone obwody sportowe, a klub po wygraniu mistrzostw Rilskiego Obwodu Sportowego startował w finałach na szczeblu centralnym. Ale już w rundzie pierwszej przegrał 1:9 ze Sławią Sofia. Po kilku lat przerwy w 1931 znów zakwalifikował się do turnieju finałowego, ale tak jak i poprzednio odpadł już w pierwszej rundzie, przegrywając 0:2 z klubem Han Omurtag Szumen. To samo spotkało zespół w 1932 roku, kiedy przegrał 0:4 ze Sławią Sofia oraz w 1937, kiedy został wyeliminowany 1:7 przez Lewskiego Sofia. 
Na początku 1947 roku władze miasta postanowili połączyć najlepsze kluby miejskie w jeden. W wyniku fuzji klubu ze Sławią Dupnica, ŻSK Dupnica i Atletikiem Dupnica powstał Marek Dupnica. W ten sposób na rozkaz ówczesnej nomenklatury partyjnej klub przestał istnieć.

## Barwy klubowe, strój, herb, hymn
|  |  |

Klub ma barwy czarno-białe.

## Sukcesy

### Trofea międzynarodowe
Do chwili obecnej klub jeszcze nigdy nie zakwalifikował się do rozgrywek europejskich.

### Trofea krajowe
| \| \| Zdobyte trofea w rozgrywkach Bułgarii (stan na: 31-05-2021) \| |                                                             |      |          |
| Rozgrywki                                                            | Osiągnięcie                                                 | Razy | Sezon(y) |
| · Mistrzostwo                                                        | I miejsce                                                   | 0    |          |
| · Mistrzostwo                                                        | II miejsce                                                  | 0    |          |
| · Mistrzostwo                                                        | III miejsce                                                 | 0    |          |
| · Mistrzostwo                                                        | półfinalista                                                | 1    | 1925     |
| Puchar                                                               | zdobywca                                                    | 0    |          |
| Puchar                                                               | finalista                                                   | 0    |          |
| Puchar                                                               | ćwierćfinalista                                             | 1    | 1938     |
| II liga                                                              | I miejsce                                                   | 0    |          |
| II liga                                                              | II miejsce                                                  |      |          |
| II liga                                                              | III miejsce                                                 | 0    |          |
| Bułgaria                                                             | Zdobyte trofea w rozgrywkach Bułgarii (stan na: 31-05-2021) |      |          |

- Pyrwenstwo na Riłskata sportna obłast:
  - mistrz (5): 1924/25, 1925/26, 1930/31, 1931/32, 1936/37

## Poszczególne sezony

### Rozgrywki międzynarodowe

#### Europejskie puchary
Nie uczestniczył w rozgrywkach europejskich.

### Rozgrywki krajowe
| \| Bułgaria \| Bilans występów klubu w rozgrywkach piłkarskich Bułgarii (Stan na 31 maja 2021 r.) \| \| |                                                                                       |        |       |   |   |   |    |    |     |                            |        |        |      |
| Poziom                                                                                                  | Rozgrywki                                                                             | Sezony | Mecze | Z | R | P | B+ | B– | Pkt | Lata                       | Awanse | Spadki | Naj. |
| I | Dyrżawno pyrwenstwo / Nacionałna futbołna diwizija / Republikansko pyrwenstwo / A PFG | 5      |       |   |   |   |    |    |     | 1925–1926, 1931–1932, 1937 | 0      | 5      | 1/2  |
| II | B RPG / Wtora PFG / Pyrwa PFL / B PFG / Wtora PFL                                     | 23     |       |   |   |   |    |    |     | 1923–1946                  | 5      | 0      | 1    |
| III | W PFG / Treta amatorska futbołna liga                                                 | 0      |       |   |   |   |    |    |     |                            | 0      | 0      |      |
| IV | Obłastna futbołna grupa                                                               | 0      |       |   |   |   |    |    |     |                            | 0      | 0      |      |
| | Puchar Bułgarii                                                                       | 3      |       |   |   |   |    |    |     | 1938, 1940–1941            | 0      | 0      | 1/2  |
| Bułgaria                                                                                                | Bilans występów klubu w rozgrywkach piłkarskich Bułgarii (Stan na 31 maja 2021 r.)    |        |       |   |   |   |    |    |     |                            |        |        |      |

## Struktura klubu

### Stadion
Klub piłkarski rozgrywał swoje mecze domowe na boisku Koszar Dolnych w Dupnicy.

## Kibice i rywalizacja z innymi klubami

### Derby
- Atletik Dupnica
- Sławia Dupnica
- ŻSK Dupnica